# Washington González
Washington González (Florida, 6 december 1955) is een voormalig profvoetballer uit Uruguay. Als verdediger speelde hij clubvoetbal in Uruguay, Argentinië en Australië. González beëindigde zijn actieve carrière in 1991 bij Parramatta Eagles.

## Interlandcarrière
González speelde in totaal 32 officiële interlands (drie doelpunten) voor zijn vaderland Uruguay. Hij maakte zijn debuut voor de nationale ploeg op 24 mei 1978 in de vriendschappelijke thuiswedstrijd tegen Spanje (0-0), evenals Venancio Ramos. González won in 1981 met La Celeste de Mundialito en de strijd om de Copa América in 1983.

## Erelijst
Defensor Sporting
- Uruguayaans landskampioen

1976
 Club Nacional de Football
- Uruguayaans landskampioen

1980, 1983
- Copa Libertadores

1980
 Uruguay
- Mundialito

1981
- Copa América

1983